# Ardisia corymbifera
Ardisia corymbifera är en viveväxtart som beskrevs av Carl Christian Mez. Ardisia corymbifera ingår i släktet Ardisia och familjen viveväxter. Utöver nominatformen finns också underarten A. c. euryoides.